# Mario Leone
Mario Leone (Firenze, 24 agosto 1922 – Firenze, 17 novembre 2013) è stato un politico italiano.

## Biografia
Esponente del Partito Socialista Italiano, dopo la laurea in giurisprudenza partecipò alla Resistenza partigiana e nel 1945 fu membro supplente del Comitato Toscano di Liberazione Nazionale. Continuò la sua carriera politica venendo eletto nel 1946 consigliere comunale di Firenze, di cui sarebbe stato anche assessore.
Vicesindaco del capoluogo toscano fino al 1974, l'anno seguente divenne consigliere regionale ed assessore all'industria, commercio, artigianato e turismo. Nel 1978 venne eletto presidente della Regione Toscana, carica che ricoprì fino al maggio del 1983, quando rassegnò le dimissioni. Successivamente fu poi presidente dell'Irpet e fondatore dell'Istituto storico della Resistenza, di cui è stato membro del Consiglio.
Leone ha ricoperto anche la carica di presidente dell'Università internazionale dell'arte e della Federazione regionale toscana associazioni antifasciste e della Resistenza.